# Girls Talk
«Girls Talk» es un sencillo de la banda de rock alternativo Garbage, publicado de forma independiente para el Record Store Day del 2014. La canción nació a partir de otra idea que llevaba más tiempo desarrollándose, e iba a ser incluida en su grandes éxitos de 2007 titulada Absolute Garbage. El sencillo cuenta con la participación de la cantautora Brody Dalle, vocalista de The Distillers y quien también fue líder de Spinnerette.
En 2021, tanto «Girls Talk» como «Time Will Destroy Everything» serán incluidas en la edición de lujo del séptimo álbum de estudio de Garbage, No Gods No Masters.

## Lanzamiento
«Girls Talk» fue el tercer lanzamiento producido por Garbage para el Record Store Day, posterior a la publicación de una versión de «Because the Night» junto a Screaming Females, además de «Blood for Poppies»/«Battle In Me» en 2012. La portada del sencillo fue desarrollada por Ryan Corey de la firma Smog Design a partir de una fotografía tomada por la directora Sophie Muller hace cuatro años. 
El sencillo fue también lanzado como vinilo de 10" en color verde, a pesar de que en Reino Unido se produjeron también en negro. En dicho formato también se incluyó la canción «Time Will Destroy Everything», grabada durante la producción del quinto álbum de estudio de la banda titulado Not Your Kind of People, cuyo lanzamiento fue en 2012, además de haber sido usada como banda sonora introductoria durante su gira mundial para promocionar el disco.

## Lista de canciones
- sencillo de 10" (lanzamiento para Record Store Day) STNVOL-008[1]

1. «Girls Talk» – 3:34
2. «Time Will Destroy Everything» – 4:44

## Historial de lanzamiento
| Fecha de lanzamiento | Región                                       | Discográfica | Formato(s)       |
| -------------------- | -------------------------------------------- | ------------ | ---------------- |
| 19 de abril de 2014  | Estados Unidos, Canadá, Reino Unido & Europa | STUNVOLUME   | vinilo de 10"    |
| 6 de mayo de 2014    | Resto del mundo                              | STUNVOLUME   | Descarga digital |

## Posicionamiento en listas
| Lista (2014)                                      | Máixma posición |
| ------------------------------------------------- | --------------- |
| UK Physical Singles (The Official Charts Company) | 27              |
| US Hot Singles Sales (Billboard)                  | 10              |